# Bolesław Paweł Sikorski
Bolesław Paweł Sikorski (ur. 15 stycznia 1884, zm. ?) – pułkownik uzbrojenia Wojska Polskiego, kawaler Orderu Virtuti Militari.

## Życiorys
Bolesław Paweł Sikorski urodził się 15 stycznia 1884 roku. Po zakończeniu I wojny światowej i odzyskaniu przez Polskę niepodległości został przyjęty do Wojska Polskiego. 1 czerwca 1921 roku, w stopniu majora artylerii, pełnił służbę w Oddziale II Sztabu Ministerstwa Spraw Wojskowych w Warszawie, a jego oddziałem macierzystym był wówczas 20 pułk artylerii polowej. 3 maja 1922 roku został zweryfikowany w stopniu podpułkownika ze starszeństwem z dniem 1 czerwca 1919 roku i 43. lokatą w korpusie oficerów artylerii, a jego oddziałem macierzystym był w dalszym ciągu 20 pułk artylerii polowej. Później został przeniesiony z korpusu oficerów artylerii do korpusu oficerów uzbrojenia. W latach 1923–1924 pełnił służbę w Zbrojowni nr 2 w Warszawie, pozostając oficerem nadetatowym Okręgowego Zakładu Uzbrojenia Nr I w Warszawie. 13 listopada 1923 roku został przydzielony do Zbrojowni nr 4 w Krakowie na etat personelu dla potrzeb przemysłu wojennego z równoczesnym odkomenderowaniem do Inspekcji Odbiorczej przy Zbrojowni nr 2. 1 grudnia 1924 roku został awansowany na pułkownika ze starszeństwem z dniem 15 sierpnia 1924 roku i 1. lokatą w korpusie oficerów uzbrojenia. W 1928 roku pełnił służbę w Departamencie Uzbrojenia Ministerstwa Spraw Wojskowych w Warszawie. 29 stycznia 1929 roku został przeniesiony służbowo na stanowisko kierownika Wojskowego Zakładu Zaopatrzenia Uzbrojenia. W 1932 roku był członkiem Oficerskiego Trybunału Orzekającego. 11 kwietnia 1933 roku został wyznaczony na stanowisko zastępcy przewodniczącego Oficerskiego Trybunału Orzekającego. Z dniem 30 czerwca 1934 roku został przeniesiony w stan spoczynku.

## Ordery i odznaczenia
- Krzyż Srebrny Orderu Wojskowego Virtuti Militari nr 6704 – 10 maja 1922[13]
- Krzyż Niepodległości z Mieczami – 1932[14]
- Krzyż Oficerski Orderu Odrodzenia Polski – 2 maja 1922[15][16]
- Krzyż Walecznych trzykrotnie[17]
- Odznaka Pamiątkowa Więźniów Ideowych[18]
- Medal Zwycięstwa
- Komandor Orderu Lwa Białego – 1932, Czechosłowacja[19]